# Banana da Terra
Banana da Terra é um filme musical brasileiro lançado em 1939, produzido por Wallace Downey e dirigido por Ruy Costa, também conhecido pelos pseudônimos Jaime Rui e E. Sá. O filme é notável por ser a última aparição de Carmen Miranda no cinema brasileiro. O roteiro foi escrito por João de Barro e Mário Lago.
Ao que se sabe, não há cópias preservadas do filme, e o único segmento conhecido atualmente é o número musical  "O que é que a baiana tem?", interpretado por Carmen Miranda.

## Sinopse
Uma ilha do Oceano Pacífico, a Bananolândia, produziu muita banana naquele ano e não teve compradores para o produto. A rainha da terra (Dircinha Batista), avisada pelo conselheiro-mor, devia vender banana para o Brasil. E isso ela consegue, por meio de uma intensa propaganda feita pelos jornais e pelo rádio.

## Elenco
- Carmen Miranda
- Aurora Miranda
- Dircinha Batista
- Linda Batista,
- Emilinha Borba
- Neyde Martins
- Almirante
- Oscarito
- Orlando Silva
- Aloysio de Oliveira
- Jorge Murad
- Carlos Galhardo
- Lauro Borges
- Barbosa Castro
- Mário Silva
- Paulo Netto
- Alvarenga
- Bentinho
- Bando da Lua
- Orquestra Napoleão Tavares
- Orquestra Romeu Silva e artistas do Cassino da Urca

## Produção e lançamento

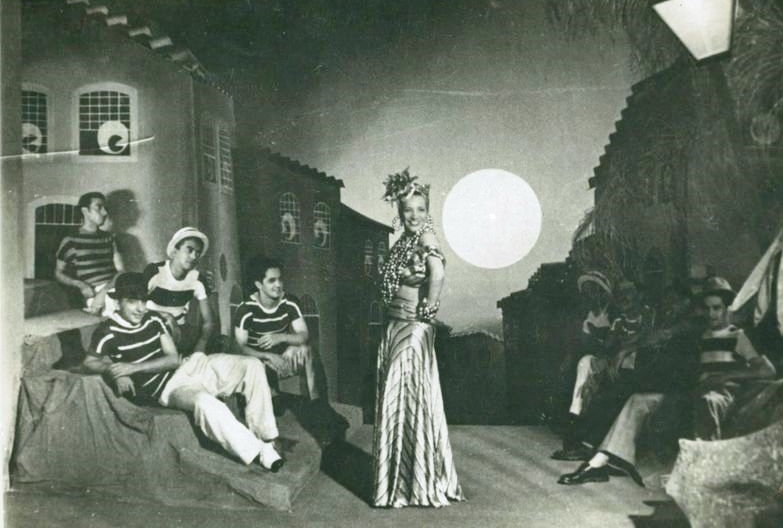
Carmen Miranda em uma cena do filme.

Algumas fontes consultadas pela Cinemateca Brasileira atribuem a direção do filme a João de Barros e indicam 1938 como o ano de produção. Embora o filme tenha alcançado grande sucesso, para garantir um bom lançamento pela Metro, foi necessário aceitar as condições da distribuidora americana, que estipulou que o filme só poderia ser reapresentado "depois de sessenta dias de exibição na Metro".
Neste filme, Carmen Miranda aparece pela primeira vez vestida de baiana, interpretando a icônica canção "O que é que a baiana tem?". A inclusão dessa música foi crucial para consolidar Dorival Caymmi como um grande compositor e marcou o início de sua trajetória de prestígio tanto no Brasil quanto no exterior. Além disso, a canção inspirou o figurino mais famoso da atriz, que é diretamente baseado nos versos de Caymmi. Curiosamente, "O que é que a baiana tem?" foi escolhida para o filme após Ary Barroso solicitar um valor elevado para liberar o samba “Na Baixa do Sapateiro”, que originalmente deveria ser cantado por Carmen.
Outros clássicos apresentados no filme incluem "A Jardineira", na voz de Orlando Silva; "Tirolesa", interpretada por Dircinha Batista; e "Sei Que é Covardia", com Carlos Galhardo.

## Lançamento

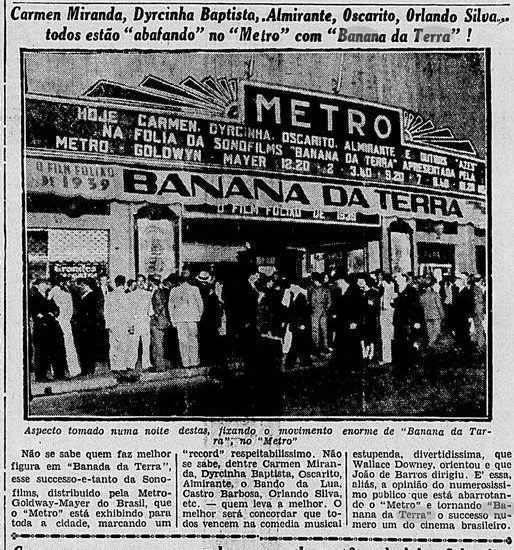
A divulgação do filme "Banana da Terra" no jornal Diário Carioca.

O filme foi lançado em 10 de fevereiro de 1939, em São Paulo e no Rio de Janeiro, nas salas do Cine Metro-Passeio.

## Números musicais
- Amei demais — interpretado por Barbosa Castro (de Barbosa Castro)
- Eu vou pra farra — interpretado pelo Bando da Lua (de João de Barro)
- A Jardineira — interpretado por Orlando Silva (de Benedito Lacerda e Humberto Porto)
- Mares da China — interpretado por Carlos Galhardo (de João de Barro e Alberto Ribeiro)
- Menina do regimento — interpretada por Aurora Miranda (de João de Barro e Alberto Ribeiro)
- Não sei porque — interpretado pelo Bando da Lua (de João de Barro e Alcyr Pires Vermelho)
- O que é que a Baiana Tem? — interpretada por Carmen Miranda (de Dorival Caymmi)
- O Pirulito — interpretada por Carmen Miranda e Almirante (de João de Barro e Alberto Ribeiro)
- Não sei se é covardia — interpretado por Carlos Galhardo (de Ataulfo Alves e Claudionor Cruz)
- Sem banana macaco se arranja — interpretado por Carlos Galhardo (de João de Barro e Alberto Ribeiro)
- A Tirolesa — interpretada por Dircinha Batista (de Paulo Barbosa e Osvaldo Santiago)

## Recepção
Uma reportagem publicada em O Globo em 17 de fevereiro de 1939 afirmou que o filme "Banana da Terra" estava obtendo um sucesso sem precedentes na sala do Metro-Passeio. Destacou duas atrações: a dança do "Pirulito" e o impressionante samba de Carmen Miranda, "O que é que a Baiana tem?", que foi considerado o grande samba do ano. O texto elogiou a performance de Almirante e Carmen, descrevendo-a como uma deliciosa invenção, enquanto ressaltou a notabilidade e expressividade do samba.